# Apustis
Apustis é um gênero de traça pertencente à família Arctiidae.